# ألكساندرو ماكسيم
الكساندرو ايوليان مكسيم (بالرومانية: Alexandru Maxim)؛ مواليد 8 يوليو 1990 في رومانيا، هو لاعب كرة قدم روماني يلعب لنادي شتوتغارت ومنتخب رومانيا لكرة القدم كلاعب وسط.

## روابط خارجية
- ألكساندرو ماكسيم على موقع الاتحاد الدولي (مؤرشف)  (الإنجليزية)
- ألكساندرو ماكسيم على موقع الاتحاد الأوربي (الإنجليزية)
- ألكساندرو ماكسيم على موقع اتحاد تركيا (لاعب) (الإنجليزية)
- ألكساندرو ماكسيم على موقع قاعدة بيانات كرة القدم.إي يو (الإنجليزية)
- ألكساندرو ماكسيم على موقع بيانات كرة القدم. دي إي (الألمانية)
- ألكساندرو ماكسيم على موقع ناشيونال فوتبول تيمز (الإنجليزية)
- ألكساندرو ماكسيم على موقع Soccerway.com (الإنجليزية)
- ألكساندرو ماكسيم على موقع عالم كرة القدم.نت (الإنجليزية)
- ألكساندرو ماكسيم على موقع كووورة
- ألكساندرو ماكسيم على موقع AS.com (الإسبانية)